# Balbala
Balbala est une des trois communes de la ville de Djibouti. Elle est la plus grande et la seule située à l'ouest de l'oued Ambouli.

## Histoire
Balbala a d'abord été un bidonville dans lequel se réfugiaient les personnes expulsées de la ville de Djibouti ou qui ne parvenaient pas à y pénétrer à partir de l'installation du Barrage de Djibouti en septembre 1966. Jusqu'à l'indépendance de Djibouti en 1977, puis le démantèlement du Barrage en 1982, il est plusieurs fois détruit et reconstruit.
Balbala est un terme qui vient peut-être du somali fournaise, en raison de sa chaleur estivale et de son habitat caillouteux sans ombre à l'origine. Le tout premier quartier de cette commune connu sous le nom de Balbala Caadi (Aadi) ou Balbala Ancien portait le nom de Eega (en somali celle qui regarde en référence à son altitude plus élevé que la ville de Djibouti et du fait que les expulsés regardaient de loin cette dernière). Une autre étymologie fait venir son nom d'une déformation de « barbelés ».
Il devient ensuite le quartier des nouveaux urbains, issus de l'exode rural. Des droits de construction sont peu à peu cédés aux occupants, et le quartier acquiert des caractéristiques urbaines, avec des constructions en dur, puis des écoles et autres services. 
D'autres quartiers deviennent ensuite le symbole de l'habitat précaire et informel, PK12, Hayabeley, puis PK20.

## Caractéristiques
Balbala est divisée en plusieurs quartiers. Elle représente plus de 70% de la superficie et de la population de la ville de Djibouti. 30% de la surface de la commune n'est pas habitée.
On y trouve des lotissements, publics ou privés, comme la «Cité Cheikh Osman», le «Lotissement 55 logements», la «Cité Luxembourg», la cité «Barwaqo» ou la méga cité Hodan et sa petite sœur Hodan 2.